# Síndrome de Parry–Romberg
Síndrome de Parry–Romberg (também conhecida como atrofia hemifacial progressiva) é uma síndrome neurocutânea rara caracterizada pela retração e degeneração progressiva dos tecidos por baixo da pele, geralmente em apenas um lado da face (atrofia hemifacial), mas, ocasionalmente, estendendo-se para outras partes do corpo.
Acredita-se que um mecanismo autoimune cause a síndrome, que pode ser uma variante da esclerodermia localizada, mas a etiologia e patogênese precisas desta doença adquirida permanecem desconhecidas. Tem sido relatado na literatura como uma consequência da simpatectomia. A síndrome tem uma prevalência maior no sexo feminino e aparece tipicamente entre os 5 e 15 anos de idade.
Além da doença do tecido conjuntivo, a condição é muitas vezes acompanhada por sinais e sintomas neurológicos, oculares e orais. O alcance ea gravidade dos sintomas e achados associados são altamente variáveis.
O tratamento médico pode envolver drogas imunossupressoras, tais como metotrexato, corticosteróides, ciclofosfamida e azatioprina. Não há ensaios clínicos randomizados para avaliar tais tratamentos, de modo que os benefícios não foram claramente estabelecidos. Os indivíduos afetados podem também transferir ou enxertar cirurgicamente gordura autóloga para restaurar um contorno mais normal para o rosto.